# مجازات اعدام در ژاپن

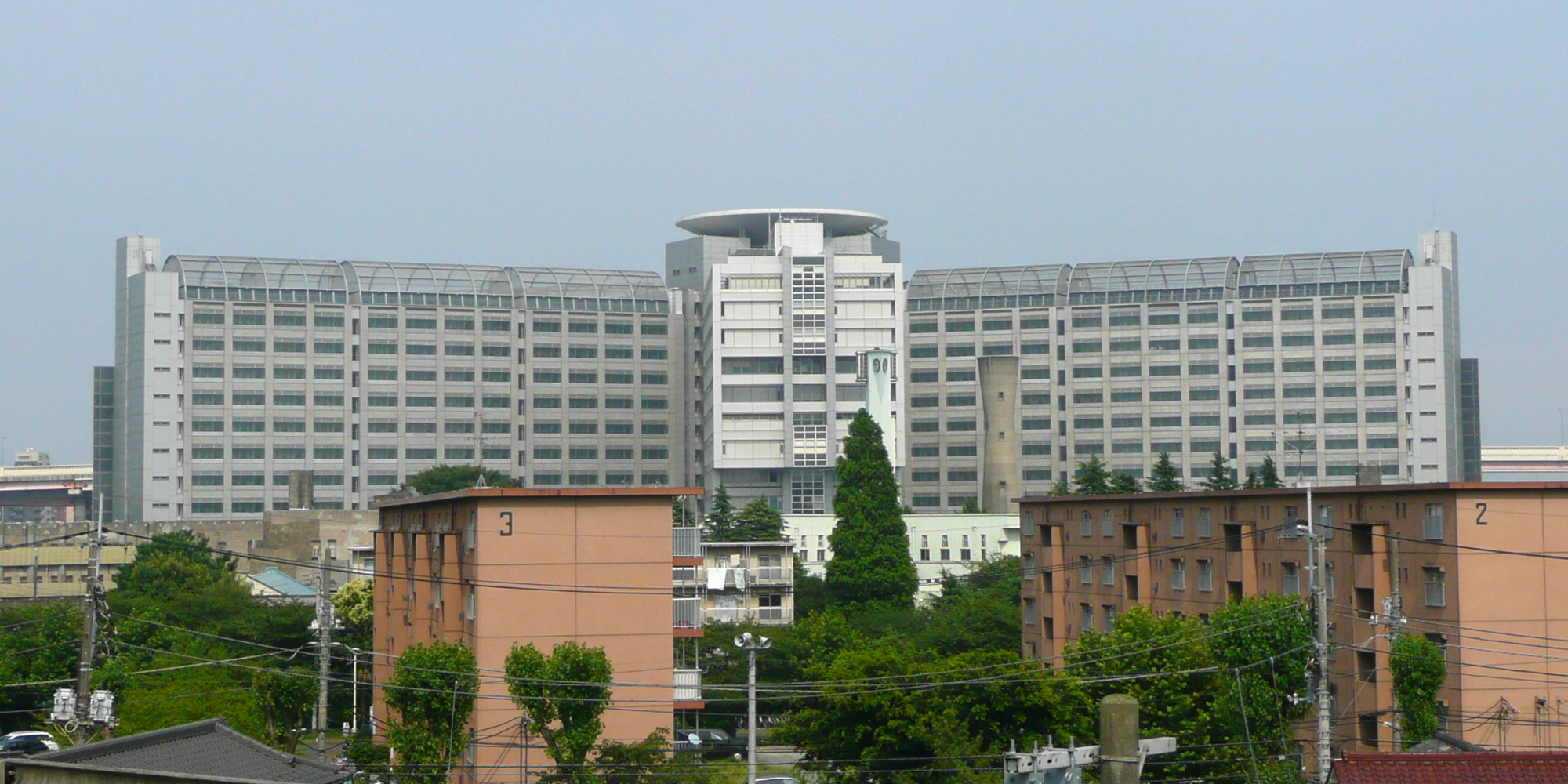
بازداشتگاه توکیو، که یکی از هفت اتاق اعدام ژاپن را در خود جای داده است.

مجازات اعدام در ژاپن (انگلیسی: Capital punishment in Japan) ،اعدام مجازات قانونی در ژاپن است. قانون جزای ژاپن و چندین قانون ۱۴ جنایت مرگ را فهرست می‌کنند. اما در عمل فقط برای قتل خشن اعمال می‌شود. اعدام‌ها توسط دار زدن در یکی از هفت اتاق اعدام واقع در شهرهای بزرگ سراسر کشور انجام می‌شود. تنها جرمی که مجازات آن اعدام اجباری است، تحریک تجاوز یک کشور خارجی علیه ژاپن است.
احکام اعدام معمولاً در موارد انجام قتل‌های متعدد صادر می‌شود، اگرچه مواردی هم وجود داشته است که افرادی که مرتکب تنها یک واحد شده‌اند به اعدام محکوم شده و اعدام شده‌اند، مانند مواردی که شامل شکنجه، وحشیگری شدید یا آدم‌ربایی با تقاضای باج است.
از سال ۲۰۰۰، ۹۸ زندانی در ژاپن اعدام شده‌اند، که جدیدترین آنها اعدام توموهیرو کاتو، عامل کشتار آکیهابارا در سال ۲۰۰۸ است که در ۲۶ ژوئیه ۲۰۲۲ اعدام شد. در حال حاضر ۱۰۷ زندانی در صف مرگ در انتظار اعدام هستند. ژاپن یکی از چهار کشورهای توسعه‌یافته در سراسر جهان است که به‌طور فعال مجازات اعدام را اعمال می‌کنند. در کنار ایالات متحده آمریکا، تایوان و سنگاپور. علاوه بر این، کره جنوبی همچنین احکام اعدام صادر می‌کند، اما توقف اجرای اعدام از سال ۱۹۹۸ برقرار است. علاوه بر این، ژاپن و ایالات متحده شامل دو مورد از کشورهای گروه هفت هستند که مجازات اعدام را اجرا می‌کنند.

## تاریخ
با توجه به کوجیکی، قدیمی‌ترین کتاب تاریخی ژاپن، اعتقاد بر این است که مجازات اعدام برای اولین بار در ژاپن در نیمه اول قرن پنجم در زمان سلطنت امپراتور نینتوکو ظاهر شد. شیوه‌های اعدام در این دوره شامل خفه کردن، سر بریدن و سوزاندن تا سرحد مرگ بود و در برخی موارد خاص مجازات اعدام اجرا می‌شد و سپس در معرض دید عموم قرار می‌گرفت.
قانون تایهو و قانون یورو دو روش مجازات اعدام را تعیین کردند: سر بریدن و خفه کردن. در سال ۷۷۳ میلادی روش ضرب و شتم تا حد مرگ برای آتش افروزان و سارقان اضافه شد و مجموعاً به سه روش مجازات اعدام رسید. اجرای حکم اعدام مستلزم تأیید امپراتور بود.
با شروع دوره نارا (۷۱۰–۷۹۴)، مجازات اعدام به ندرت مورد استفاده قرار گرفت و مجازات اعدام در دوره هی‌آن (۷۹۴–۱۱۸۵) به‌طور کامل لغو شد. مجازات اعدام به مدت ۳۴۶ سال پس از اعدام فوجیوارا نو ناکاناری (توسط تیراندازی با کمان) در سال ۸۱۰ میلادی مورد استفاده قرار نگرفت تا اینکه در شورش هوگن ۱۱۵۶ احیا شد. اما در طول جنگ گنپی (۱۱۸۰) -۱۱۸۵)، مجازات اعدام با اره کردن و به صلیب کشیدن ممکن است اجرا شده باشد.
در دوران دوره کاماکورا (۱۱۸۵–۱۳۳۳)، تنها روش مجازات اعدام، قمه زنی بود و به ویژه جنایتکاران پس از اعدام به عنوان نمونه در معرض دید عموم قرار می‌گرفتند. دوره موروماچی (۱۳۳۳–۱۵۷۳) عمدتاً از روش مجازات اعدام دوره کاماکورا پیروی می‌کرد. از سوی دیگر، هاراکیری که به عنوان روش خودکشی در دوره هی‌آن ظاهر شد، برای اولین بار در این دوره به عنوان روشی برای مجازات اعدام مورد استفاده قرار گرفت.
از دوره سنگوکو تا دوره آزوچی-مومویاما، روش‌های اعدام متنوع‌تر و بی‌رحمانه‌تر شد که نشان‌دهنده فضای جنگ داخلی در کشور بود. روش‌های اعدام به شرح زیر بود: سیخ کشیدن با «یاری»، دفن مجرم در زمین از گردن به پایین و بریدن سر آنها با اره از جنس بامبو، بستن پاهای مجرم به دو گاو و پاره کردن آنها. به این صورت که پاها را از هم باز می‌کردند، پاهای مجرم را به دو چرخ بسته و بدن شخص را از هم جدا کرد، مجرم را در آتش می‌سوزاندند، مجرم را در دیگ می‌جوشاندند، مجرم را در قالیچه حصیری بافتنی پیچانده و در آب می‌انداختند و … در این دوره، مجازات اعدام با به روش تصلیب نیز اجرا می‌شد که اعتقاد بر این است که تحت نفوذ غرب آغاز شده است.

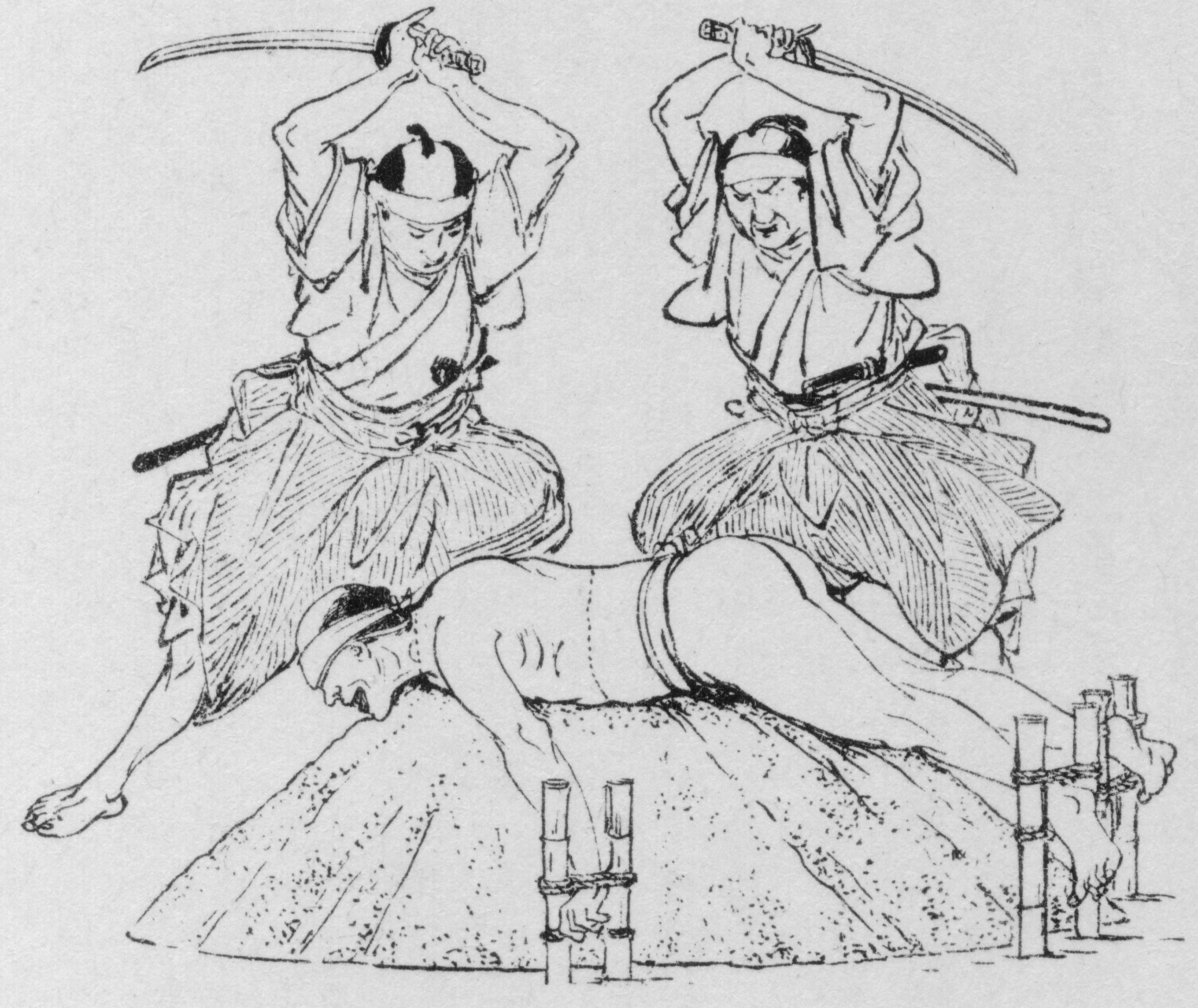
تامه‌شیگیری در مورد یک جنایتکار محکوم (تصویر از یک کتاب ۱۹۲۷)

در اوایل دوره ادو (۱۶۰۳–۱۸۶۷)، قانون جدیدی در مورد مجازات اعدام وجود نداشت و برخی از روش‌های اعدام که در دوره سنگوکو استفاده می‌شد، مانند اعدام توسط گاو، ادامه یافت، اما، در سال ۱۷۴۲، در زمان حکومت توکوگاوا یوشیمونه قانون جدیدی وضع شد که روش مجازات اعدام را تغییر داد و از شدت آن کاسته شد. بر اساس قانون جدید، تنها روش‌های مجازات اعدام عبارت بودند از: اره کردن، به صلیب کشیدن، سر بریدن، سوزاندن روی چوب و سپوکو. سوزاندن در آتش فقط برای آتش افروزان اعمال می‌شد، در حالی که سپوکو فقط برای طبقه سامورایی اعمال می‌شد. حتی برای همان قمه زنی نیز بسته به شدت جنایت در نحوه برخورد با جسد پس از اعدام تفاوت‌هایی وجود داشت. اگر جنایت جدی بود، جسد به مدت سه روز در معرض دید عموم قرار می‌گرفت، برای برش آزمایشی با شمشیر ژاپنی (تامه‌شیگیری) استفاده می‌شد، یا اموال آن توسط دولت مصادره می‌شد. در دوره ادو، اره کردن روشی برای اعدام جنایتکارانی بود که ارباب خود را کشته بودند که شدیدترین مجازات اعدام بود. قانون اصلاح شده توسط توکوگاوا یوشیمونه بیان می‌کرد که مجرم باید از گردن به پایین در زمین دفن شود و به مدت دو روز در معرض دید عموم قرار گیرد و اگر یکی از بستگان قربانی یا رهگذران چنین درخواستی داشته باشند، باید در واقع او را تا حد مرگ اره کنند. . با این حال، پس از بازنگری قانون، اره کردن به یک امر رسمی تبدیل شد و هرگز از اره در اعدام استفاده نشد. در عمل اره در کنار مجرم قرار می‌گرفت که او را از گردن به پایین دفن می‌کردند و به مدت دو روز در معرض دید عموم قرار گرفتند تا اینکه سرانجام به صلیب کشیده می‌شد.
در سال ۱۸۷۱ در طول دوره [دوره میجی] (۱۸۶۸–۱۹۱۲)، در نتیجه اصلاحات اساسی در قانون جزا، تعداد جرایم مجازات اعدام کاهش یافت و شکنجه و شلاق بیش از حد سخت لغو شد. در سال ۱۸۷۳، تجدید نظر دیگری منجر به کاهش بیشتر در تعداد جرایم اعدام شد و روش‌های اعدام به گردن زدن یا دار زدن محدود شد. با این حال، چنین احساساتی پس از جنگ جهانی اول به عنوان نظامی‌گری ژاپن تا جنگ جهانی دوم و تسلیم ژاپن تغییر شدیدی خواهند داشت. به سمت ژاپن پس از جنگ تا امروز ادامه دارد.
امروزه اعدام‌ها در ژاپن توسط دار زدن انجام می‌شود که قصد دارد توسط شکستگی گردن باعث مرگ شود.

## جرایم مجاز اجرای مجازات اعدام
در زیر جدولی حاوی جرایم مختلفی که مجازات اعدام برای آنها در نظر گرفته شده است و همچنین استناد به خود ماده قانونی لازم و اینکه آیا مجازات اجباری است یا خیر، آمده است.
| مقاله    | توضیحات | صدور حکم |
| -------- | --- | -------- |
| ۷۷(۱)(i) | به راه انداختن یک شورش به منظور «سرنگونی دولت، غصب حاکمیت ارضی دولت، یا در غیر این صورت براندازی نظم قانون اساسی» (قیام)                         | اختیاری  |
| ۷۷(۲)    | تلاش برای رهبری یک قیام | اختیاری  |
| ۸۱       | تحریک تجاوز خارجی به ژاپن با توطئه با یک کشور خارجی                                                                                              | اجباری   |
| ۸۲       | کمک یا همکاری با دشمن در حال جنگ با ژاپن | اختیاری  |
| ۱۰۸      | آتش زدن و سوزاندن یک ساختمان مسکونی، قطار، تراموا، کشتی یا معدن در حالی که خانه مسکونی یا مکانی است که در حال حاضر شخصی در آن حضور دارد          | اختیاری  |
| ۱۱۹      | ایجاد سیل برای آسیب رساندن به ساختمان مسکونی، قطار، تراموا، کشتی یا معدن در حالی که خانه مسکونی یا مکانی است که در حال حاضر شخصی در آن حضور دارد | اختیاری  |
| ۱۲۶(۳)   | ایجاد مرگ از طریق واژگونی یا تخریب قطار یا تراموا، غرق کردن یا تخریب کشتی                                                                        | اختیاری  |
| ۱۴۶      | ایجاد مرگ در اثر آلودگی کردن یا مسمومیت منبع آب عمومی                                                                                            | اختیاری  |
| ۱۹۹      | قتل (قتل در قانون ژاپن) | اختیاری  |
| ۲۴۰      | ایجاد مرگ در جریان سرقت | اختیاری  |
| ۲۴۱(۳)   | ایجاد مرگ در جریان سرقت همراه با تجاوز جنسی، یا تجاوز جنسی همراه با سرقت                                                                         | اختیاری  |

| مقاله     | توضیحات                                   | صدور حکم |
| --------- | ----------------------------------------- | -------- |
| ۳(۱)(vii) | انجام قتل یا قتل به دستور یک سازمان جنایی | اختیاری  |

| قانون گذاری                                       | مقاله | توضیحات | صدور حکم |
| ------------------------------------------------- | ----- | --- | -------- |
| قانون کنترل مواد منفجره ۱۸۸۴                      | ۱     | استفاده از ماده منفجره به قصد برهم زدن آرامش یا صدمه بدنی یا مال به شخص دیگر یا استفاده از مواد منفجره به روش مشابه                                 | اختیاری  |
| قانون مجازات اعمال قهری توسط گروگان‌ها در سال ۱۹۷۸ | ۴     | قتل یک گروگان | اختیاری  |
| قانون ضد ربودن ۱۹۷۰                               | ۲     | کشتن یک نفر در جریان ربودن هواپیما | اختیاری  |
| قانون 8B                                          | 2(3)  | سقوط، واژگونی، غرق شدن یا از بین بردن هواپیما در حال پرواز که باعث مرگ شود                                                                          | اختیاری  |
| قانون 8B ضد دزدی دریایی سال ۲۰۰۹                  | ۲، ۴  | توقیف یک کشتی و کنترل عملیات آن منجر به مرگ یا سرقت اموال در کشتی منجر به مرگ یا ربودن یک نفر در کشتی منجر به مرگ یا گروگانگیری در کشتی منجر به مرگ | اختیاری  |